# Dristor (métro de Bucarest)
Dristor est une station de métro roumaine des lignes M1 et M3 du métro de Bucarest. Elle est située Boulevard Camil Ressu dans le quartier Dristor, Sector 3 de la ville de Bucarest.
Elle est mise en service en 1989, avec la création d'une plateforme terminus de la ligne M1 et elle est agrandie en 2009, avec l'ouverture d'une nouvelle plateforme de passage pour le tronçon commun des lignes M1 et M3.
Exploitée par Metrorex elle est desservie par des rames des lignes M1 et M3 qui circulent quotidiennement entre 5 h 0 et 23 h 0 (heure de départ des terminus). Une station du tramway de Bucarest et des arrêts de bus sont situés à proximité.

## Situation sur le réseau
Établie en souterrain la station Dristor dispose de deux plateformes : Dristor 1 est une station de passage du tronçon commun des lignes M1 et M3, située entre les stations Mihai Bravu, en direction de Dristor 2 (ligne M1) et de Preciziei (ligne M3), et Nicolae Grigorescu, en direction de Pantelimon (ligne M1) d'Anghel Saligny (ligne M3) ; et Dristor 2 est une station terminus de la Ligne M1, la station suivante est Piața Muncii en direction de Pantelimon.

## Histoire
La station terminus « Dristor » est mise en service le 17 août 1989, lors de l'ouverture à l'exploitation du tronçon, long de 7,8 kilomètres, entre Gara de Nord et Dristor de la ligne M1. 
Une deuxième plateforme, de passage, est mise en service le 4 juillet 2009 pour l'ouverture des circulations sur le tronçon commun des lignes M1 et M3 entre Eroilor et Nicolae Grigorescu. Pour distinguer les deux plateformes, celle terminus de la ligne M1 est dénommée « Dristor 2 » et la nouvelle, passage des lignes M1 et M2, et dénommée « Dristor 1 ». Un cheminement souterrain piéton permet le lien entre les deux plateformes.

## Service des voyageurs

### Accueil
La station dispose de quatre bouches de métro : deux au croisement du boulevard Camil Ressu avec la rue Dristorului, une (Dristor 1) sur le boulevard Camil Ressu, en face de la rue Laborator, et une (Dristor 2) sur la rue Dristorului. Des escaliers, ou des ascenseurs pour les personnes à mobilité réduite, permettent de rejoindre les salles des guichets et des automates pour l'achat des titres de transport (un ticket est utilisable pour un voyage sur l'ensemble du réseau métropolitain).
Un passage souterrain permet un lien direct entre les plateformes Dristor 1 et 2.

### Desserte
Sur la plateforme Dristor 1, la desserte quotidienne débute avec le passage des rames parties des stations terminus (des lignes M1 et M3) à 5 h 0 et se termine avec le passage des dernières rames ayant pris le départ à 23 h 0 des stations terminus.
Sur la plateforme Dristor 2, la desserte quotidienne débute avec le départ de la première rame, de la ligne M1, à 5 h 0 et elle se termine avec l'arrivée de la rame partie à 23 h 0 de Pantelimon. Pendant la durée du service les circulations ont le plus souvent la station Republica comme terminus, un changement permet de rejoindre Pantelimon avec une rame navette.

### Intermodalité
Le Tramway de Bucarest dispose de stations à proximité : lignes 1 et 10 (Bd. Camil Ressu) et lignes 19, 23 et 27 (Distorului). Il y a également plusieurs arrêts d'autobus des ligne 135.